# 費德里峰
47°9′59.5″N 9°5′23″E / 47.166528°N 9.08972°E

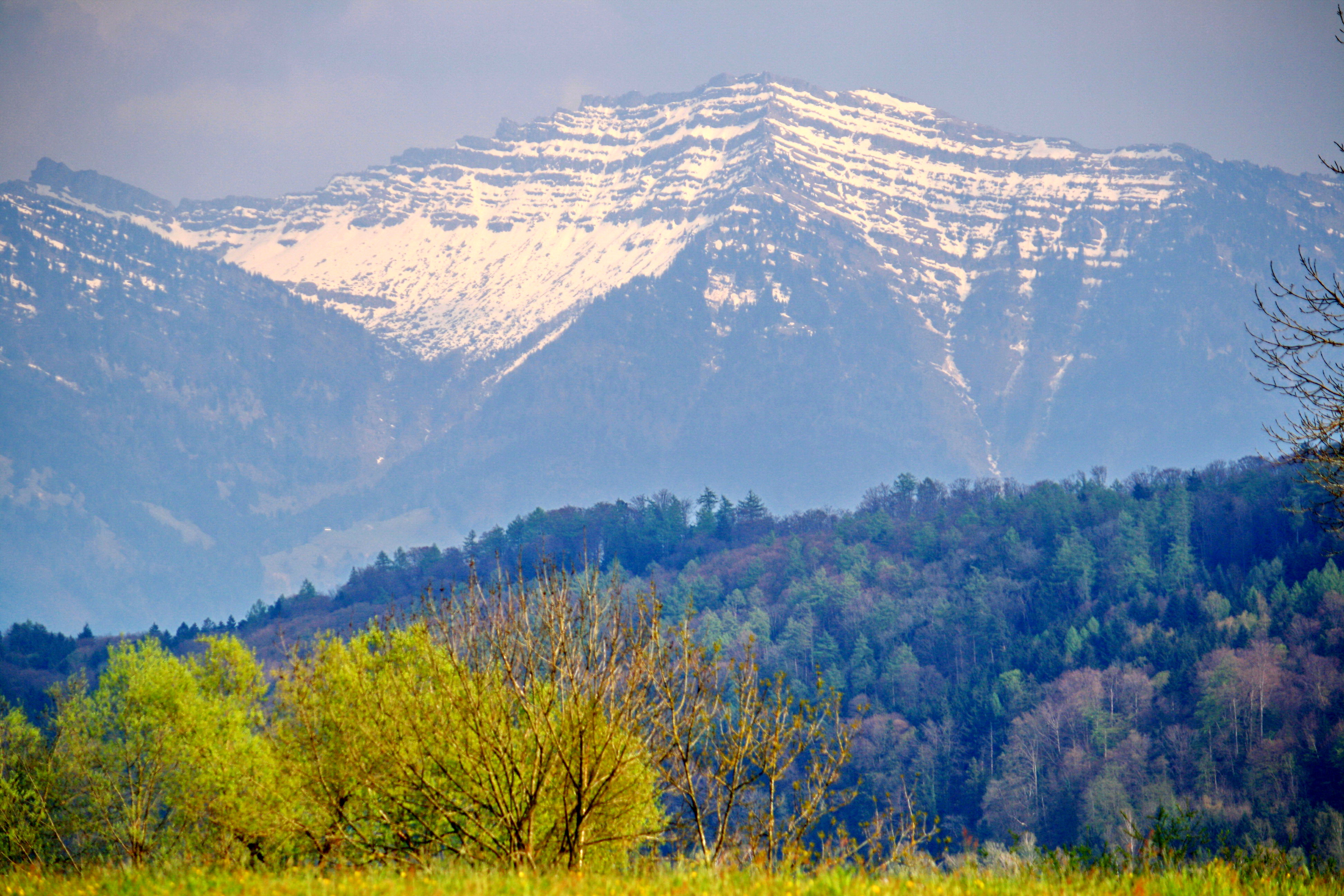

費德里峰（Federispitz），是瑞士的山峰，位於該國東北部，由聖加侖州負責管轄，屬於阿彭策爾阿爾卑斯山脈的一部分，海拔高度1,865米，每年平均降雨量1,954毫米。

## 外部連結
- Federispitz on Hikr （页面存档备份，存于）